# Hausbrunn
Hausbrunn è un comune austriaco di 834 abitanti nel distretto di Mistelbach, in Bassa Austria; ha lo status di comune mercato (Marktgemeinde).